# La doppia vita di Henry Phyfe
La doppia vita di Henry Phyfe (The Double Life of Henry Phyfe) è una serie televisiva statunitense in 17 episodi trasmessi per la prima volta nel corso di una sola stagione nel 1966.
È una sitcom di spionaggio incentrata sulle vicende di Henry Wadsworth Phyfe, un ragioniere che viene, suo malgrado, catapultato nel mondo delle spie e degli agenti segreti e che deve portare avanti una doppia vita.

## Personaggi e interpreti
- Henry Wadsworth Phyfe (17 episodi, 1966), interpretato da Red Buttons.
- Capitano Gerald B. Hannahan (4 episodi, 1966), interpretato da Fred Clark.
- Mr. Hamble, interpretato da Parley Baer.
- Judy Kimball, interpretata da Zeme North.
- Mrs. Florence Kimball, interpretata da Marge Redmond.

## Produzione
La serie fu prodotta da Filmways Television. Le musiche furono composte da Vic Mizzy.

### Registi
Tra i registi sono accreditati:
- Arthur Lubin in 3 episodi (1966)
- Leslie H. Martinson in 2 episodi (1966)

### Sceneggiatori
Tra gli sceneggiatori sono accreditati:
- Charles R. Marion in un episodio (1966)
- Ben Starr in un episodio (1966)
- James B. Allardice

## Distribuzione
La serie fu trasmessa negli Stati Uniti dal 13 gennaio 1966 al 5 maggio 1966 sulla rete televisiva ABC. In Italia è stata trasmessa con il titolo La doppia vita di Henry Phyfe. È stata distribuita anche in Spagna con il titolo La doble vida de Henry.

## Episodi
| Stagione       | Episodi | Prima TV USA |
| -------------- | ------- | ------------ |
| Prima stagione | 17      | 1966         |